# Tingena armigerella
Tingena armigerella är en fjärilsart som först beskrevs av Walker 1864a.  Tingena armigerella ingår i släktet Tingena och familjen praktmalar. Inga underarter finns listade i Catalogue of Life.

## Bildgalleri

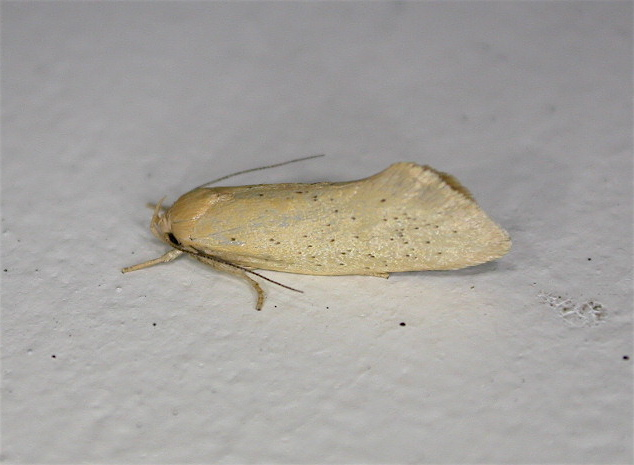